# مليون مبرمج أردني
مبادرة مليون مبرمج أردني (بالإنجليزية: One Million Jordanian Coders)‏ هي مبادرة تهدف إلى تدريب مليون شاب أردني على البرمجة وتقنياتها من خلال دورات تدريبية مجانية عبر الإنترنت، ومنح شهادات دولية معتمدة تؤهلهم لدخول سوق العمل في هذا المجال. وتنفذ المبادرة من قبل مؤسسة ولي العهد بالشراكة مع وزارة الاقتصاد الرقمي والريادة وبالتعاون مع وزارة شؤون مجلس الوزراء والمستقبل في دولة الإمارات العربية المتحدة.

## البرامج
1. تطوير المواقع الإلكترونية.
2. تطوير تطبيقات الأندرويد.
3. تطوير صفحات المواقع الإلكترونية.
4. تحليل البيانات.

## وصلات خارجية
- الموقع الرسمي للمبادرة. (بالعربية)